# بتروتريد
بتروتريد «الخدمات التجارية البترولية» أو (بالإنجليزية: Petrotrade - Petroleum Trading Services Co)‏ هي إحدى شركات قطاع البترول المصري، والتي تأسست عام 2001 وفقا لأحكام قانون ضمانات وحوافز الإستثمار رقم 8 لسنة 1997 كشركة مساهمة مصرية

## نشاط الشركة
- قراءة عدادات استهلاك الغاز الطبيعى في المنازل والمحال وإصدار الفواتير
- تحصيل مستحقات هيئة البترول من عملاء المنازل والعملاء التجاريين والصناعيين وشركات الكهرباء وجميع مستهلكى الغاز الطبيعي
- تنفيذ وإدارة مشروع تجميع ومعالجة الزيوت المرتجعة وإعادة تكريرها وتصدير الفائض للخارج
- تسويق منتجات شركات مصر للبترول - التعاون للبترول - سفن سيز - بتروتريد - رويال كلين - أتلنتس
- تقديم خدمة الإعلان عن طريق الإعلان مع فاتورة الغاز عن طريق ارفاق الإعلان الورقي مع الفاتورة

## المساهمين
يساهم في رأسمال الشركة كل من:-
- غاز مصر: 25%
- تاون جاس - المصرية لتوزيع الغاز الطبيعي للمدن: 25%
- جاسكو - المصرية للغازات الطبيعية:25%
- صندوق الإسكان والخدمات الاجتماعية للعاملين بقطاع البترول: 25%

## رؤساء الشركة
- وسيم عبد السلام وهدان.
- جمال خليف.[1]
- أمل العليمي.[2]
- ممدوح الشال.[2]
- أحمد مجدي.[3]
- سعيد مصطفى.[3]
- وفيق زغلول.[4]
- صلاح الجهمي.[5]
- حمدي هيبة.[6]